# Муралов, Александр Иванович
Александр Иванович Муралов (1 (13) июня 1886, Греческие Роты, Область Войска Донского, Российская империя — 3 сентября 1938, Москва, РСФСР) — советский учёный-агрохимик, государственный и партийный деятель. Нарком земледелия РСФСР (1930—1933), президент ВАСХНИЛ (1935—1937). Младший брат Н. И. Муралова.

## Биография
Родился в местечке Греческие Роты близ Таганрога в семье мелкого хуторянина. По национальности русский. В 1906 г. поступил в Московский университет, в студенческие годы арестовывался за революционную деятельность.
После окончания университета в 1912—1915 гг. работал в Каширском уезде в Тульской губернии 1915 г. приехал в Серпухов и после Февральской Революции был избран в Серпуховский Совет рабочих депутатов. С октября 1917 по 1919 гг. — председатель Алексинского уездного большевистского комитета и Уездного исполкома.
В 1919 г. назначается губвоенкомом Тулы и комендантом Тульского укрепрайона.
- 1920—1923 гг. — председатель Московского, затем Донецкого совнархозов,
- 1923—1928 гг. — председатель Нижегородского губисполкома,
- 1928—1929 гг. — заместитель наркома,
- 1930—1933 гг. — нарком земледелия РСФСР,
- 1933—1936 гг. — заместитель наркома земледелия СССР, председатель Комитета по переселению.

Вице-президент (1930—1935), президент ВАСХНИЛ (1935—1937). Один из теоретиков и руководителей проведения коллективизации на селе. Принимал участие в составлении первого пятилетнего плана развития сельского хозяйства РСФСР.
Делегат IX, XI—XVII съездов ВКП(б). Член ВЦИК и ЦИК СССР.
В июле 1937 г. арестован по ложному обвинению. Приговор военной коллегии от 29 октября 1937 года — высшая мера наказания. 3 сентября 1938 года расстрелян.
Реабилитирован в 1956 г. Имя Муралова носит улица в городе Алексин.
Автор многих научных работ по агрохимии и земледелию. Под его редакцией был издан первый ежегодник «Сельское хозяйство СССР».

## Адреса в Москве
Покровский бульвар, дом 14/5, кв.17 — дом ВСНХ.

## Фото
- http://www.cnshb.ru/akdil/akad/base/RM/000714.shtm